# Pomocný technický prapor

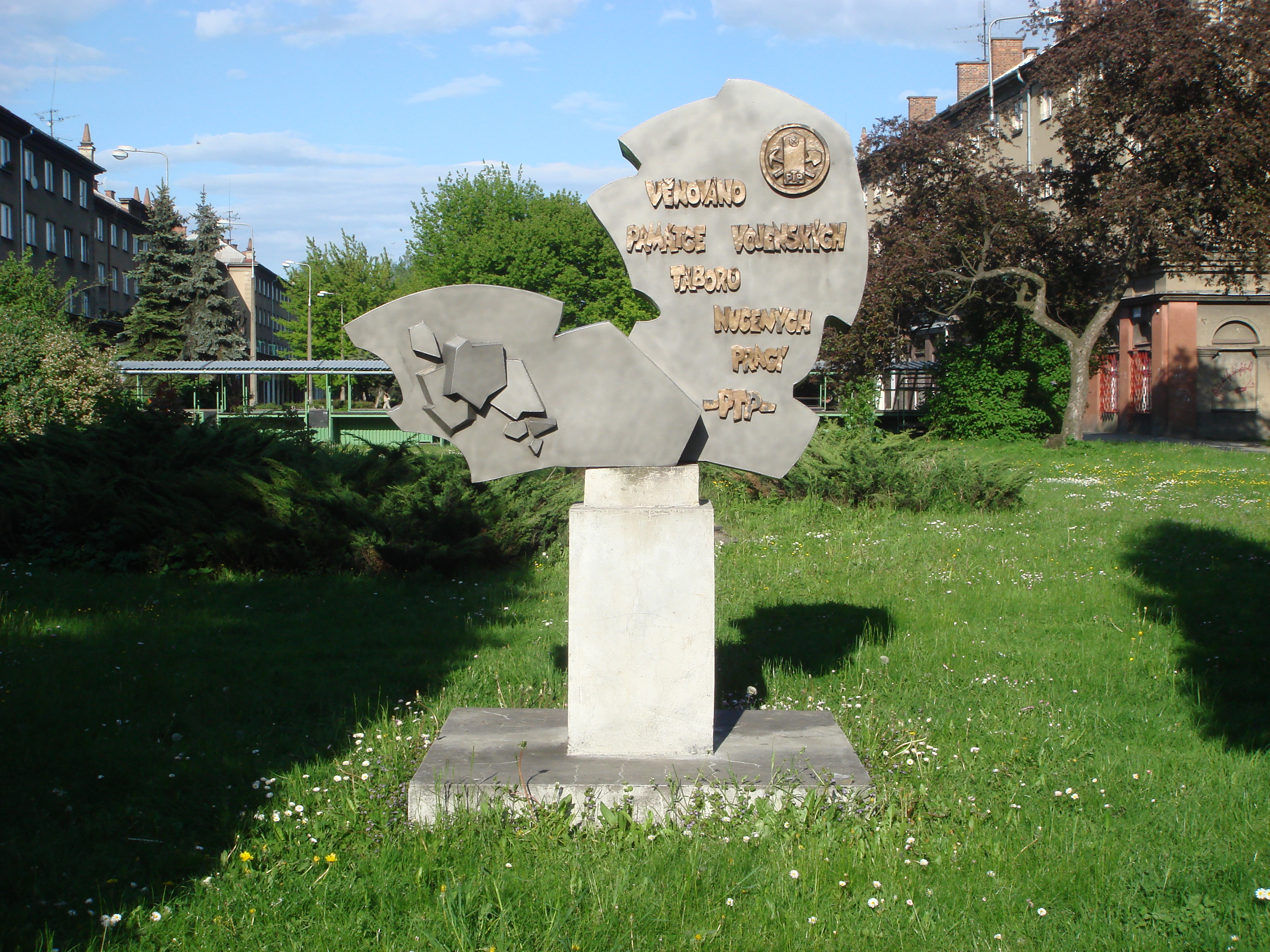
Pomník PTP v Karviné

Pomocné technické prapory (PTP, slovensky pomocné technické prápory) či Vojenské tábory nucených prací (VTNP) byly útvary Československé lidové armády, které v letech 1950–1954 fungovaly pro internaci a převýchovu tzv. politicky nespolehlivých osob, podléhajících tehdejšímu brannému zákonu (armáda pro ně vymyslela tzv. politickou klasifikaci „E“). Důležitým důvodem jejich vzniku bylo i zajištění levné pracovní síly pro vybraná hospodářská odvětví. Byly také nástrojem perzekuce a pracovní exploatace nepohodlných osob. Fungování PTP nemělo oporu v československých zákonech a mezinárodním právu.
Pomocnými technickými prapory prošlo, podle různých odhadů, mezi 40 000 a 60 000 občanů. Pracovali v dolech (na Ostravsku, Kladensku i na Slovensku), ve stavebnictví (například pražské sídliště Petřiny), na vojenských stavbách (výstavba letišť, kasáren, obytných domů i dalších objektů, např. Ústřední vojenské nemocnice v Praze, nebo tehdy vojenského hotelu Internacionál v Praze-Dejvicích), ve vojenských lesích, kamenolomech i v zemědělství. Například v roce 1953 pracovaly vojenské pracovní jednotky na 370 různých pracovištích.
Výrazy „pétépáci“ a „černí baroni“ (byli označeni černými výložkami) byly i po roce 1953 běžně používány pro vojáky technických praporů (TP) a vojenských pracovních jednotek (VPJ), později dokonce i pro ženisty.

## Historie pomocných technických praporů

### Předchůdci
Předchůdci pomocných technických praporů byly čtyři odloučené silniční prapory, které armáda zřídila k 1. říjnu 1948, aby v nich pracovali branci považovaní za politicky nespolehlivé. Tyto útvary, sloužící ke stavebním a zemním pracím, však stále měly bojový status. Na konci roku 1949 sloužilo v těchto jednotkách přes 2000 mužů. Část jednotek PTP vznikla také z vojenských báňských oddílů (ty fungovaly od roku 1946 do listopadu 1951).

### Vznik a rozvoj PTP

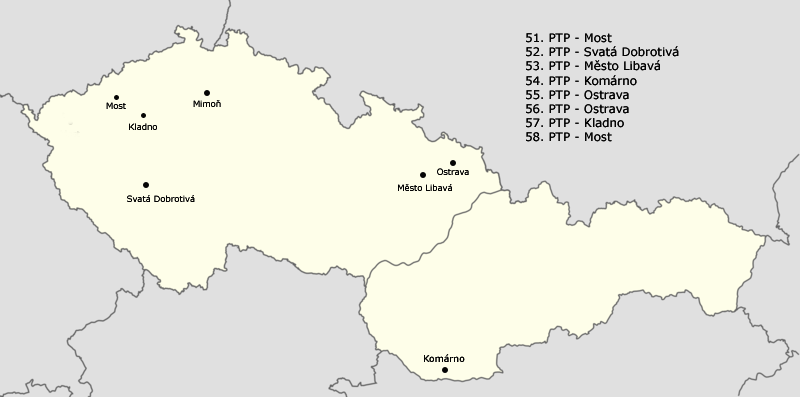
Dislokace pomocných technických praporů na podzim 1951

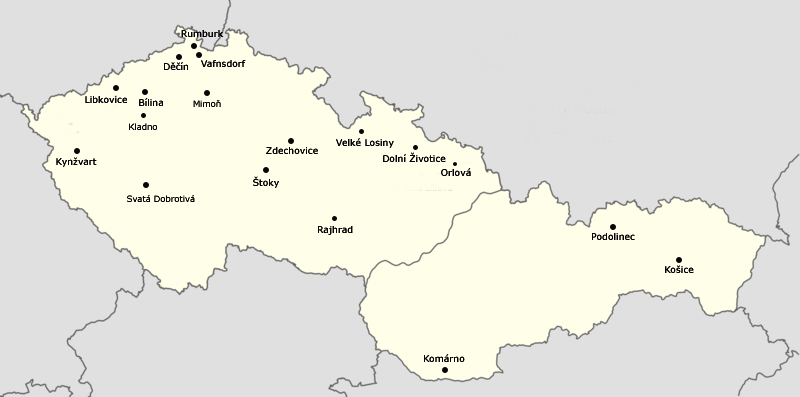
Dislokace vojenských pracovních jednotek v listopadu 1953.
Bílina – 59., 66. TP
Děčín – 60. TP
Dolní Životice – 3. PTP
Kladno – 57. PTP
Komárno – 54., 68. PTP
Košice – 63. PTP
Kynžvart – 2. TP
Mimoň – 51. TP
Libkovice – 7. TP
Orlová – 8., 9., 10., 11., 12., 13., 14. TP
Podolinec – 4. TP
Rajhrad – 53. PTP
Rumburk – 61 PTP
Svatá Dobrotivá – 52. PTP
Štoky – 62. PTP
Varnsdorf – 64. PTP
Velké Losiny – 3. TP
Zdechovice – 67. PTP

Krátce poté, co Ludvíka Svobodu na postu ministra národní obrany vystřídal Alexej Čepička, došlo i ke změně silničních praporů na pomocné technické prapory. Stalo se tak na návrh Obranného zpravodajství (OBZ) vedeného Bedřichem Reicinem. Oficiálním dnem vzniku PTP je 1. září 1950, kdy byly čtyři dosavadní silniční prapory změněny na první čtyři lehké pomocné technické prapory. Jednalo se o 51. PTP v Mimoni, 52. PTP ve Svaté Dobrotivé, 53. PTP v Libavé a 54. PTP v Lešti.
PTP se nadále dělily na lehké a těžké. Lehké PTP byly určeny zejména pro stavební práce, zatímco těžké (báňské) PTP pracovaly při těžbě v povrchových i hlubinných dolech – do nich také byli převáděni vojáci z rušených vojenských báňských oddílů. Těžké PTP vznikly rozkazem ministra Čepičky ke dni 1. října 1950 a to nejprve útvary 55. PTP Ostrava-Radvanice, 56. PTP Horní Suchá, 57. PTP Kladno-Libušín a 58. PTP Most (od dubna 1951 byly těžké jednotky označeny římskými číslicemi I-IV). K 1. prosinci 1950 bylo v PTP celkem 9900 mužů, z nichž 7780 mělo politickou klasifikaci „E“ a 1001 bylo duchovních či řeholníků.
Lehký pomocný technický prapor tvořily čtyři roty s celkovým počtem 800 mužů, těžké prapory měly šest rot s 1200 muži (reálný stav se často lišil). Výběr mužů do PTP probíhal na základě osobních, politických a sociálních hledisek, posuzujících brance i jejich příbuzné. Všichni vojáci, které výběrové komise označily za nespolehlivé, byli určeni k PTP (na druhé straně významnou část personálu PTP tvořili lidé hodnocení jako politicky spolehliví, ale povoláním například horníci či při odvodu zařazení do kategorií „Cj“ a „Cd“).
Dne 15. dubna 1951 byly vytvořeny tři nové lehké PTP – 59. PTP Most-Bílina, 60. PTP Děčín a 61. PTP Rumburk. Jelikož byl na vojenských stavbách neustálý nedostatek pracovních sil, vznikly od 15. května 1951, jako nový typ vojenských pracovních jednotek, dva technické prapory (TP). Sem byli umisťováni politicky spolehliví vojáci s klasifikací „Cj“ a „Cd“. Tyto jednotky byly určeny zejména pro tajné a utajované stavby, na které armáda nechtěla nasadit osoby považované za politicky nespolehlivé. Vojáci z technických praporů mohli cvičit se zbraní a také často sloužili ve velitelském sboru jednotek PTP. První dva technické prapory byly – 1. TP Děčín (později zámek Zelená hora u Nepomuku) a 2. TP Most.
K 1. říjnu 1951 vznikl lehký 62. PTP Děčín a kombinovaný báňský oddíl v Ostravě byl přeměněn na těžké IV. PTP a V. PTP v Orlové.
Dalším způsobem jak naplnit stavy PTP byla od roku 1951 tzv. Mimořádná vojenská cvičení, což byla protiprávní instituce, na základě které byly do PTP na neurčito (obvykle dvě a více let) povolávány „nespolehlivé“ osoby mezi 18-60 lety. Tímto způsobem byli do PTP povoláni i lidé propuštění z rušených táborů nucených prací (TNP). Plánované odvody cca 12 000 politicky nespolehlivých branců se však i přes pomoc ministerstva národní bezpečnosti splnit nepodařilo.
K 1. prosinci 1951 vznikly nové lehké PTP – 63. PTP Komárno, 64. PTP Varnsdorf a 65. PTP Dolní Životice. Souhrnem tedy v prosinci 1951 existovalo 11 lehkých pomocných technických praporů, šest těžkých PTP a dva technické prapory (TP). V nich bylo celkem 22 083 osob (11 191 v lehkých PTP, 8746 v těžkých PTP a 2146 v TP). V roce 1952 byly vytvořeny poslední tři lehké PTP – 66. PTP Bílina, 67. PTP Zdechovice u Přelouče a 68. PTP Komárno. Dne 1. ledna téhož roku bylo také vytvořeno Velitelství vojenských pracovních jednotek (VVPJ), kterému byly všechny výše jmenované útvary podřízeny.

### Rušení útvarů PTP
Po politických změnách v roce 1953, vyvolaných jednak úmrtím Stalina a jeho souputníka Gottwalda v Československu, jednak tlakem mezinárodních organizací[zdroj?], byly PTP od posledních měsíců roku 1953 do května 1954 postupně rušeny. Pokud měl jejich personál splněno nejméně 24 měsíců základní služby, byl do konce roku 1954 propouštěn do civilu.
Rozsáhlá reorganizace vojenských pracovních jednotek začala 1. listopadu 1953 a vedla k propuštění odvedenců na mimořádných cvičeních a většiny vojáků, kteří byli v PTP drženi i po uplynutí dvouleté prezenční vojenské služby. Sedm lehkých (51., 53., 59., 60., 61., 64. a 66. PTP) a tři těžké pomocné technické prapory byly převedeny na technické prapory. Na konci roku 1953 tak bylo Velitelství vojenských pracovních jednotek podřízeno 27 útvarů, z nichž bylo 18 lehkých (z toho sedm PTP a 11 TP) a 9 těžkých (tři PTP a šest TP). Počet pomocných technických praporů se snížil na polovinu. Ve všech jednotkách tehdy sloužilo 35 502 mužů. K 1. lednu 1954 byly zrušeny další dva PTP.
Pomocné technické prapory byly jako politické a kárné jednotky zrušeny k 1. květnu 1954. Přesluhující vojáci byli propuštěni, vojáci posledního povolaného ročníku 1952, odvedení v létě 1952, byli přeřazeni do Technických praporů (TP), z nichž mnohé byly pokračováním PTP – ovšem již s jiným režimem. I po skončení prezenční služby zde byli drženi na mimořádném cvičení až do konce listopadu 1954. Politická klasifikace „E“ byla zrušena k 1. květnu 1953 (vojáci této klasifikace nesměli mít přístup ke zbraním, nemohli získat jinou hodnost než „vojín“ atd.). Kádrově závadní jedinci však byli do vojenských technických jednotek zařazováni i nadále.

### Situace odvedenců po propuštění
Punc politické nespolehlivosti ovšem pronásledoval „pétépáky“ i po jejich návratu do civilu. Je známo mnoho případů, kdy byli dlouhá léta sledováni Státní bezpečností (někteří až do pádu komunistického režimu). Jenom menšině z nich se podařilo v dalších letech života také díky náhodám prosadit a splnit si alespoň zčásti své životní plány získáním vysokoškolské kvalifikace či hospodářských funkcí. V některých případech třeba i tím, že se stali členy KSČ.

### Svaz PTP

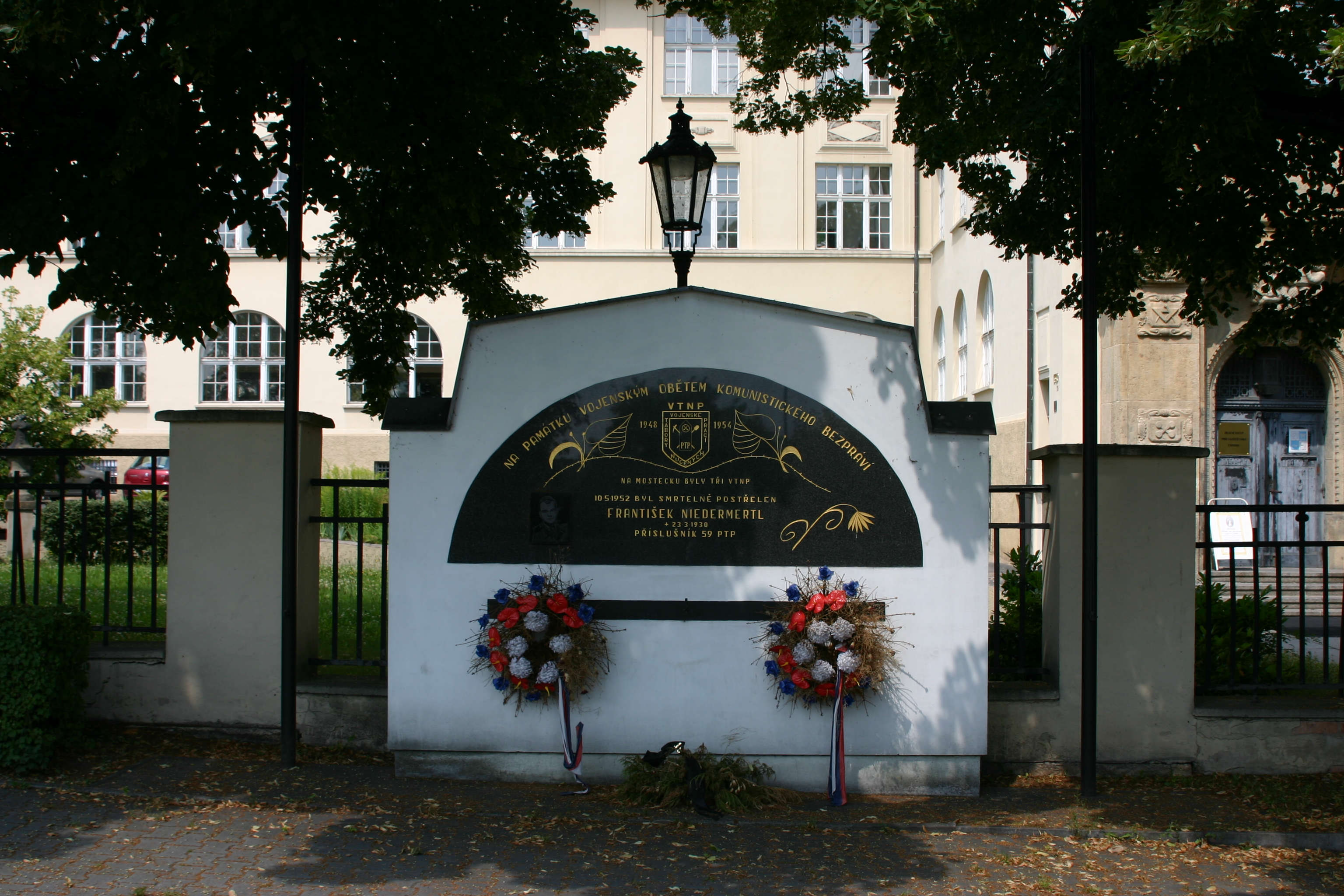
Pomník zastřeleného Františka Niedermertla a obětem PTP v Mostě

Když v průběhu pražského jara došlo k určitému oslabení režimu, byl kromě KAN a Klubu 231 založen také Svaz PTP. K tomu došlo 25. května 1968 v Praze na Slovanském ostrově na sjezdu s účastí 3500 osob. Z jednání vzešly dvě rezoluce, ve kterých byla požadována rehabilitace příslušníků PTP, uznání nezákonnosti jejich zřízení, odškodnění, možnost seznámit se s kádrovými posudky a jmény jejich autorů, umožnění návratu k původním povoláním a umožnění dokončení studia, úpravu invalidních důchodů pro příslušníky PTP, kteří ve službě utrpěli úraz či důchodu pro pozůstalé v případě smrtelného úrazu. V politické rovině bylo žádáno zastoupení Svazu PTP v Národní frontě, Národním shromáždění, národních, krajských, okresních i místních výborech. Po nástupu normalizace byla činnost Svazu PTP ukončena a obnovena mohla být až po Sametové revoluci – ustavující sjezd proběhl 10. května 1990 v Průmyslovém paláci.

### Rehabilitace
Pracovníci PTP byli rehabilitováni na základě zákonů č. 87/1991 Sb. a č. 267/1992 Sb. o mimosoudních rehabilitacích. V případě úmrtí stát pozůstalým vyplatil 100 tisíc korun. V únoru 2002 rozhodla vláda nařízením č. 102/2002 Sb. o novém odškodnění v podobě 625 Kč za každý započatý měsíc při službě delší než jeden rok (jak u PTP, tak u silničního vojska a vojenských báňských oddílů). Odškodnění se vztahovalo pouze na dosud žijící vojáky. Vdovy po členech PTP mají od roku 2006 nárok na příplatek k důchodu.

## Podmínky v PTP

### Pracovní podmínky
Obecně byly pracovní podmínky mírnější v malých odloučených útvarech lehkých PTP, než v hlubinných dolech s nepřetržitým provozem. U vojáků nasazených v PTP nebyl brán velký ohled na bezpečnost práce, hygienu a zdravotní stav mužstva. Důležité bylo naopak plnění a přesahování norem, jelikož velitelé v takovém případě dostávali příplatky. Materiální zabezpečení jednotek bylo skromné – například uniformy často pocházely ze zásob wehrmachtu. Podmínky ubytování příslušníků PTP se lišily, až na výjimky nebyli vojáci v kasárnách, ale v různých provizorních podmínkách, často v nevyhovujících objektech a to bez ohledu na ustanovení vojenských řádů. Podmínky ubytování byly relativně lepší u těžkých PTP, které byly dlouhodobě na jednom místě, na rozdíl od těch lehkých PTP, jejichž mužstvo se často stěhovalo.

### Pracovní úrazy
Přesný počet úrazů a úmrtí v útvarech PTP není znám, těžká práce v náročných podmínkách a bez velkého zájmu o bezpečnost si vybrala svou daň. Jen za rok 1952 bylo evidováno 40 smrtelných úrazů, 518 těžkých a 2790 středních a lehkých úrazů. Největší podíl na této statistice měly doly na Ostravsku.

### Systém odměn
Pomocné technické prapory pracovaly většinou na místech, kde bylo zapotřebí vysoké fyzické námahy a kde si civilní zaměstnanci mohli vydělat jen málo peněz. Vojáci PTP byli placeni podle tehdejších obecně platných norem, ovšem oproti civilním zaměstnancům snížených průměrně o 30 %, které si armáda rovnou ponechala. Peníze pak nebyly vypláceny přímo jim, ale vojenské správě, která si na základě pracovních výkonů a dalších podmínek strhávala mezi 70-90 % jako úhradu oblečení, stravování, ubytování atd. Zbylé peníze byly rozděleny na dvě části – jedna byla vojákům vyplacena a druhá uložena na vkladní knížku, se kterou voják po dobu služby nemohl nijak disponovat. Při měnové reformě v květnu 1953 jim byly tyto jejich vynucené úspory vyměněny v nejhorším možném kurzu 50:1. Vojáci PTP tedy byli jedinými vojáky základní služby, kteří si svou vojenskou povinnost navíc sami zaplatili.

## Výběr branců

### Systém odvodů a kritéria
Podle směrnic Obranného zpravodajství měly od roku 1948 nespolehlivé osoby vyhledávat společně Ministerstvo vnitra, národní výbory, KSČ, Svazy české mládeže a další organizace Národní fronty, jež na odvedence vypracovávaly kádrové posudky. Protože se tato praxe neosvědčila, od roku 1949 byla změněna a každého adepta prověřovalo místní velitelství StB, které o vybraných nespolehlivých osobách informovalo 5. oddělení Obranného zpravodajství, jež se postaralo o další zařazení takové osoby. V roce 1950 se systém opět změnil a nespolehlivé osoby měly hledat prověrkové komise přímo u útvarů.
V roce 1951 byli adepti na odvod kádrováni ještě před předstoupením před odvodovou komisi, která byla rozdělena na zdravotní a politickou sekci. Nově byla zavedena klasifikační škála, sloužící k rozřazování branců:
- „A“ – schopen služby u více potřebných útvarů
- „B“ – schopen služby u méně potřebných útvarů
- „BS“ – schopen pro strážní službu
- „Cj“ – neschopen pro těžkou fyzickou práci
- „Cd“ – neschopen pro středně těžkou fyzickou práci
- „D“ – neschopen vojenské služby
- „E“ – politicky nespolehlivá osoba

Odvedenci s klasifikací „Cj“ a „Cd“ byli zařazováni do útvarů TP i PTP, klasifikace „E“ znamenala odvedení do PTP bez ohledu na zdravotní stav (mělo ji přibližně 25 000 osob). Pro podzimní odvod ročníku 1950 byly, dle Směrnice pro utvoření a činnost útvarových výběrových komisí, jako nespolehlivé definovány osoby, které:
- se dopustily trestných činů podle malého a velkého retribučního dekretu prezidenta republiky (č. 16/1945 Sb. a č. 138/1945 Sb.), zákona na ochranu republiky č. 50/1923 Sb., zákona na ochranu lidově demokratické republiky č. 231/1948 Sb. a byly za to odsouzeny nebo byly stíhány
- byly zařazeny do TNP
- byly nebo jsou majiteli továrny či podniku nad 10 zaměstnanců
- vlastnily nebo vlastní pozemky nad 20-30 ha
- vlastnily nebo vlastní velkostatek
- vlastnily nemovitý majetek s výnosem vyšším než 10 000 Kčs měsíčně
- byly po únoru 1948 odstraněny akčními výbory Národní fronty z veřejných funkcí
- jsou dětmi osob uvedených v předchozích bodech
- byly zadrženy při pokusu o ilegální přechod státní hranice nebo z politických důvodů vyloučeny ze škol
- měly rodiče nebo sourozence ilegálně v zahraničí
- SNB prohlásila za „nespolehlivé“ z jiných důvodů

Poslední odvody proběhly v roce 1952.

### Složení PTP
Naprostou většinu jejich příslušníků tvořili v době jejich trvání (do roku 1954) „politicky nespolehliví“ branci odvodních ročníků, ale početnou skupinu představovali rovněž občané starší: byli to např. kněží, lidé dříve (i před druhou světovou válkou) osvobození od vojenské základní služby, vojáci zahraničních jednotek československé armády z doby druhé světové války, po únoru 1948 propuštění z politických důvodů z aktivní služby nebo i někdejší příslušníci německé armády, jimiž se stali jako synové ze smíšených manželství zejména na Hlučínsku, ale i v jiných oblastech ČSR, zabraných po mnichovské dohodě v roce 1938 nacistickou Říší.

## Právní aspekty
Zřízení PTP nemělo oporu v československých zákonech. PTP byly v rozporu s platným branným zákonem č. 92/1949 Sb., který dovoloval využití vojáků v činné službě k pracovní činnosti jen za mimořádných podmínek a to pouze dočasně. Vojáci z PTP však trávili na nucených pracích celou svou vojenskou službu a často i mnoho měsíců po jejím skončení. Statut vojenských pracovních jednotek, vydaný ministrem Čepičkou 18. srpna 1952, měl regulovat jejich činnost. Postrádal však charakter služebního předpisu a v rozporu s ústavou a branným zákonem, které hovořily pouze o obranné funkci armády, přiznával PTP účel pouze pracovní a převýchovný. Platné zákony dále dovolovaly klasifikovat vojáky pouze na základě zdravotních kritérií, nikoliv politických, která byla dokonce upřednostňována. Taktéž mimořádná vojenská cvičení byla v rozporu s právními předpisy i branným zákonem, který záložníkům dovoloval vojenská cvičení o celkové délce 16 týdnů. Tito však byli na cvičení povoláni na neurčito (obvykle se jednalo o dvě a více let). Navíc byli povoláváni nejen záložníci, ale i nevojáci.

## PTP v kultuře
S pomocnými technickými prapory bývají spojovány knihy spisovatele a humoristy Miloslava Švandrlíka, zejména kniha Černí baroni (1968, první vydání nakladatelství Vysočina Havlíčkův Brod, druhé vydání zabaveno, další vydání ve Švýcarsku, Anglii), která se stala námětem úspěšného stejnojmenného filmu. Vycházejí však z reality Technických praporů (TP), nikoliv pomocných technických praporů (PTP), která byla odlišná.